# 利亞姆·庫珀
利安·大衛·伊恩·庫珀（英語：Liam David Ian Cooper；1991年8月30日—）是一位蘇格蘭足球運動員。在場上的位置是後衛。現效力於保加利亞足球甲級聯賽球隊索菲亞中央陸軍，蘇格蘭足球代表隊成員，是里茲聯的現任隊長。他也曾代表蘇格蘭U17和蘇格蘭U19國家隊參賽。

## 榮譽

### 球會
里茲聯
- 英格蘭足球冠軍聯賽冠軍：2019–20賽季

## 外部連結
- Liam Cooper profile at the Hull City website
- Liam Cooper profile（页面存档备份，存于） at Scottish Football Association
- 足球数据库：利亞姆·庫珀的球员统计数据
- Soccerway資料庫：利亞姆·庫珀